# Johann Hinrich Rudolph Cario
Johann Hinrich Rudolph Cario (* 26. Februar 1737; † 22. Dezember 1813 in Hamburg) war ein Musiker und Türmer.

## Leben und Wirken
Johann Hinrich Rudolph Cario war ein Sohn des Musikus Dominicus Johann Cario und dessen Ehefrau, die vermutlich Rebecca hieß. Sie lebten zunächst in Eckernförde, wo sie ihren Sohn am 3. März 1737 neben zwei weiteren Söhnen taufen ließen. Um 1739 zog die Familie nach Hamburg. Dominicus Johann Cario wurde hier am 3. April 1739 Bürger. Das volle Hamburger Bürgerrecht erwarb er am 30. Juni 1752. In der Hansestadt brachten die Eltern drei Töchter und zwei Söhne zur Taufe.
Cario besuchte wahrscheinlich eine Volksschule in Hamburg. Sein Vater erteilte ihm ersten Musikunterricht. Ggf. unterrichtete ihn auch der Musikus und Türmer Peter Hinrich Krohn aus St. Georg, der 1739 Bürge seines Vaters war. Gemäß einem Lexikoneintrag von Ernst Ludwig Gerber erhielt er auch Unterricht bei Georg Philipp Telemann. Gerber schrieb weiter, dass auch Johann Gottlieb Schwencke und Philipp Emanuel Bach zu seinen Lehrern gehörten. Da beide erst nach Hamburg zogen, als Cario bereits das 30. Lebensjahr erreicht hatte, ist dies jedoch sehr unwahrscheinlich. Hermann Fey übernahm diese Angaben in einem späteren Eintrag.
Am 15. Oktober 1762 heiratete Cario Anna Ilsabe Meyer (* 1738 in Hamburg; † 1799 ebenda), deren Vater als Kirchvogt an der Katharinenkirche arbeitete. Das Ehepaar hatte vier Töchter und zwei Söhne, darunter den Musikdirektor Johann Peter Hinrich (* 21. Dezember 1768 in Hamburg; † 21. Dezember 1768 ebenda). Gemäß Hermann Fey hatte Cario noch einen weiteren Sohn namens Heinrich Rudolph, der ihm später im Amt nachgefolgt sein soll.
Als Nachfolger von von Haack arbeitete Cario als Türmer der Sankt Katharinenkirche. Einen ersten Sold erhielt er laut Aufzeichnungen zu Michaelis 1763. Am 12. August 1768 erfolgte seine Wahl zum Ratsmusici; ein Posten, der als hoch angesehen galt. Einen Einfluss auf diese Wahl dürfte der Stand seines Schwiegervaters gehabt haben. Cario wohnte in einer Dienstwohnung am Catharinenkirchhof, in der er Ende 1813 starb.
Ernst Ludwig Gerber kannte Cario persönlich und traf ihn in seinem Turmzimmer. Er bezeichnete Cario als „einen der größten Künstler der Trompete“. Eigene Werke Carios sind nicht dokumentiert.